# Antonio Teutonico
Antonio Teutonico (ur. 28 sierpnia 1874 w Sant'Elia a Pianisi, zm. 31 maja 1978) – włoski duchowny katolicki, biskup diecezjalny Aversy w latach 1936-1966.

## Życiorys
Święcenia kapłańskie otrzymał 11 lipca 1897 roku.
28 lipca 1936 papież Pius XI mianował go ordynariuszem diecezji Aversa. Sakry udzielił mu patriarcha Adeodato Giovanni Piazza OCD. Na emeryturę przeszedł 31 marca 1966 i otrzymał wówczas biskupią stolicę tytularną Satafis.
Od śmierci w październiku 1970 francuskiego biskupa Patrice Flynna był najstarszym żyjącym katolickim hierarchą.